# Catocala messalina
Catocala messalina är en fjärilsart som beskrevs av Achille Guenée 1852. Catocala messalina ingår i släktet Catocala och familjen nattflyn. Inga underarter finns listade i Catalogue of Life.